# ミッドナイト・シャッフル
「ミッドナイト・シャッフル」は、近藤真彦40作目のシングル。1996年2月21日に発売された。発売元はSony Records。

## 背景
表題曲は、堂本光一主演の日本テレビ系ドラマ『銀狼怪奇ファイル〜二つの頭脳を持つ少年〜』の主題歌として起用された。
同年末放送の『第47回NHK紅白歌合戦』に、『第39回NHK紅白歌合戦』（1988年）以来、8年ぶりにカムバック出場した。

## 記録
セールスは70万枚を超える、近藤久々の大ヒット曲となる。

## 収録曲
| #         | タイトル                                           | 作詞      | 作曲・編曲                         | 時間  |
| --------- | -------------------------------------------------- | --------- | ---------------------------------- | ----- |
| 1.        | 「ミッドナイト・シャッフル」                       | 沢ちひろ  | ジョー・リノイエ(補編曲：鈴川真樹) | 4:42  |
| 2.        | 「TRUTH」                                          | 沢ちひろ  | 土橋安騎夫                         | 3:56  |
| 3.        | 「ミッドナイト・シャッフル」(オリジナル・カラオケ) |           |                                    | 4:42  |
| 合計時間: | 合計時間:                                          | 合計時間: | 合計時間:                          | 13:20 |

## 収録アルバム
オリジナル
- 『GET BACK』（#1）

ベスト
- 『THE ROCK BEST』（#1、リミックスバージョン）
- 『MATCHY★BEST』（#1）
- 『マッチ箱 〜25th Anniversary Complete Singles Edition〜』（#1）

オムニバス
- 『HIT TUNES』（#1、リミックスバージョン）
- 『輝け!土日ドラマ王 90's』（#1）
- 『ベスト・ヒット!日テレ55 ソニー・ミュージックエディション』（#1）

他シングル
- 「目覚めろ!野性」（#1、'08 remix）
  - MATCHY with QUESTION?名義で発売

## カバー
ミッドナイトシャッフル
- 布袋寅泰 - 2002年発売のシングル『RUSSIAN ROULETTE』のカップリング『SHOCK TREATMENT』としてリメイク。
- 高橋瞳 - 2006年1月25日に発売された『MATCHY TRIBUTE 25th anniversary』に収録。